# Немачки џијуџицу
Џуџуцу је борилачка вештина настала у Немачкој, одатле исто назив немачки џуџуцу, и базира на џудо, карате и аикидо.

## Историја
Јапански џијуџицу почео се у Немачкој релативно рано предавати. 1910. настали су први тренинзи за полицију, 1913. за војску. 1924. основан је први немачки џијуџицу савез. Историја „немачког“ џуџуцуа почиње 1967, када су чланови немачког дан колегијума одлучили да покрену нови систем самоодбране базиран на карате, џудо и аикидо, под утицајем традиционалног јапанског џијуџицуа, али без филозофије својствене овим борилачким вештинама. Нова, „реформисана“ борилачка вештина добила је назив џуџуцу, док се назив џијуџицу користио даље за традиционални јапански, мада су оба назива један исти. Да би се нова борилачка вештина разликовала од старе додавао се придев „европски“.
По узору на све популарнији бразилски џијуџицу, временом се установио назив „немачки џуџуцу“, што се у Немачкој само делимично прихватило. Откад је настао, џуџуцу служи за обуку немачке полиције и царине.

## Технике
Џуџуцу није настао директно из јапанског џијуџицуа, него су у њему комбиноване технике из карате, џудо и аикидо. Према томе упражњане су технике удараца из каратеа, бацања и рвања из џудоа, и полуге из аикидоа. 2000. следила је „реформа“, те су додате технике из винг чуна, бразилског џијуџицуа, самбоа, ескриме, кик-бокса, тајландског бокса итд. Карате, џудо и аикидо су остале основа џуџуцуа.

## Одећа и оцењивање знања
Џуџуцу је преузео звања из јапанских борилачких вештина, тј. дан и кју (6 кју и 10 дан звања). У почетку тренилрало се у специјалној врсти кимона која се зове џудоги (ги на јапанском значи одећа), у новије време постоји могућност тренинга и без ги (узор бразислки џијуџицу, вале тудо итд.).

## Спорт
Џуџуцу упражњава се и као модерни борилачки спорт са тачно одређеним правилима. Постоје две врсте спортског надметања, тзв. дуо-систем и борбени систем. У дуо-систему наступају парови и демонстрирају заједнички разне технике. Борбени систем је класично турнирско надметање двоје противника.

### Видео
- Трејлер немачког џуџуцу савеза
- YouTube - џуџуцу дуо (међународни џуџуцу)
- Aiki Jujutsu Video